# La Pelotière
 (mai 2020).
Si vous disposez d'ouvrages ou d'articles de référence ou si vous connaissez des sites web de qualité traitant du thème abordé ici, merci de compléter l'article en donnant les références utiles à sa vérifiabilité et en les liant à la section « Notes et références ».
 (mai 2020).
La Pelotière est un quartier de Versoix, dans le canton de Genève, en Suisse.

## Le domaine de la Pelotière
Le domaine de la Pelotière a été construit sur un ancien terrain arborisé. Les premiers habitants sont arrivés en 1996. Ce quartier est constitué de 5 bâtiments.
Il y a 270 logements et environ 1 000 habitants dont la moitié ont entre 0 et 25 ans. C'est à la demande de l'association des habitants de la Pelotière que les TSHM (travailleur sociaux hors murs) et la Villa Yoyo ont été implantés dans le quartier.

## Le café rencontre
Ce lieu d'échange et de travail pour les TSHM a été construit en 2003. C'est un espace public mis à disposition pour tour le monde, surtout les adolescents.

## L'Agorespace
L'agorespace est un terrain du sport construit en 2006.

## La Villa Yoyo
Les Unions Chrétiennes de Genève ont implanté la Villa Yoyo le 12 mai 2004. Ce lieu est destiné aux enfants de 4 à 11 ans pour leurs loisirs. Des animateurs encadrent les enfants, leur proposant des activités ludiques ou les aidant dans leur devoirs.
Pour les enfants provenant de milieux socialement défavorisés, la Villa Yoyo offre des occasions de s’occuper de manière pédagogique et ludique et s’adresse à tous les enfants des niveaux jardins d’enfants et primaire. Elle est fréquentée autant par des Suisses que par des enfants d’origine étrangère. Le brassage qui s’y effectue constitue le premier pas vers un processus d’intégration.